# Ju In-tchak
Ju In-tchak (korejsky 유 인탁, anglickým přepisem You In-tak; * 10. ledna 1958 Kimdže) je bývalý jihokorejský zápasník, volnostylař.
V roce 1984 vybojoval na olympijských hrách v Los Angeles zlatou medaili v kategorii do 68 kg. V roce 1981 obsadil šesté místo na mistrovství světa a v roce 1982 vybojoval bronz na Asijských hrách.